# Urocordylidae
De Urocordylidae zijn een familie van uitgestorven lepospondyle  'amfibieën', die leefden tijdens het Laat-Carboon en Vroeg-Perm in wat nu Europa en Noord-Amerika is en worden gekenmerkt door hun zeer lange, peddelachtige staarten. Bij leven leken ze waarschijnlijk op salamanders en waren aquatisch.
Er zijn fossielen gevonden in Ierland, Frankrijk en het oosten van de Verenigde Staten. De familie werd in 1889 benoemd door de Engelse natuuronderzoeker Richard Lydekker en omvat de bekende geslachten Urocordylus en Sauropleura, evenals verschillende andere die op minder volledig materiaal zijn gebaseerd. De familie Urocordylidae is verdeeld in twee subfamilies, de Urocordylinae en de Sauropleurinae. De twee groepen onderscheiden zich door de vormen van hun schedels; urocordylinen hebben korte, stompe schedels en sauropleurinen hebben langere, puntige schedels.

## Beschrijving
Urocordyliden zijn typisch vijftien tot twintig centimeter lang.
Urocordyliden onderscheiden zich door hun langwerpige staarten die langer zijn dan de rest van het lichaam. De staart bestaat uit hoge staartwervels van uniforme bouw en leverde de voornaamste voortstuwing. Elke staartwervel heeft een bovenste botkam die een wervelboog wordt genoemd en een onderste kam die een haemaalboog wordt genoemd, en elk van deze bogen is vierkant van vorm en zijdelings samengedrukt (afgeplat van links naar rechts). Deze bogen geven de staarten van urocordyliden een peddelachtige vorm. De urocordyliden Sauropleura en Crossotelos hebben gaten in hun staartwervelcentra waarvan wordt gedacht dat ze hebben gediend als doorgangen voor ruggenmergzenuwen, een ongebruikelijk kenmerk gezien het feit dat ruggenmergzenuwen bij de meeste gewervelde dieren boven opeenvolgende wervelcentra lopen. Salamanders hebben ook ruggenmergzenuwen die door hun wervelcentra gaan, hoewel de gaten zich in verschillende posities bevinden en geen nauwe evolutionaire verwantschap met urocordyliden aangeven.
Een ander onderscheidend kenmerk van urocordyliden is de losse verbinding tussen de botten van de schedel. De botten aan de achterkant van de onderkaak sluiten niet aan op de rest van de schedel. In plaats daarvan strekt zich een opening uit over de schedel en sluit deze zich voor de oogkassen in een recht gewricht. Hierdoor kan de bovenkaak naar boven buigen, waardoor de mondopening groter wordt. De botten aan de achterkant van de kaak kunnen ook naar buiten buigen. De flexibiliteit van de kaken van urocordyliden kan een aanpassing voor het voeden zijn geweest, waardoor scherpe tanden aan de punt van de kaak naar buiten gericht waren, zodat prooien gemakkelijker konden worden gevangen. De schedels zijn smal met hoge zijkanten en hebben in bovenaanzicht een driehoekig of tongvormig profiel. Soms is er een spitse snuit met gezwollen tanden die eindigen in spitse punten. Vaak bevinden zich grote openingen in het verhemelte.
De ledematen zijn lichtgebouwd waarbij de polsbeenderen en enkelbeenderen niet verbeenden.

## Verwantschappen
Urocordyliden behoren tot een grote groep paleozoïsche 'amfibieën' (tetrapoden met een zwemmend larvestadium), lepospondylen genaamd, die zich van andere vroege gewervelde landdieren onderscheiden door hun eenvoudige spoelvormige wervels. Het is omstreden of het Batrachomorpha of Reptiliomorpha betreft. De Urocordylidae behoren tot de groep Nectridea binnen de Lepospondyli, die vormen omvat met lange staarten en korte lichamen. Urocordyliden worden traditioneel beschouwd als de meest basale Nectridea omdat ze enkele van de meer ongebruikelijke kenmerken van andere leden van de groep missen, zoals de tabulaire hoorns van diplocauliden. Sommige recente fylogenetische analyses van lepospondylen hebben echter geen basale positie voor urocordyliden onder Nectridea ondersteund. De analyse van Ruta et alii (2003), bijvoorbeeld, plaatst de Urocordylidae als de naaste verwanten van een groep pootloze lepospondylen genaamd de Aistopoda, terwijl andere Nectridea in een meer basale positie op de evolutionaire boom vallen. Dit splitst de Nectridea op, waardoor ze een polyfyletisch taxon worden en geen echte clade of evolutionaire groep.

## Levenswijze
Urocordylidae waren roofdieren. Ze bewoonden zoetwaterplassen en stromen. Ze konden goed zwemmen. Ze aten kleine kreeftachtigen en insectenlarven.